# 原田雅彦
原田 雅彦（はらだ まさひこ、1968年5月9日 - ）は、北海道上川郡上川町出身の雪印乳業所属の元スキージャンプ選手、指導者、解説者。血液型A型。1998年長野オリンピックスキージャンプ団体金メダリスト。1993年及び1997年ノルディックスキー世界選手権スキージャンプ個人金メダリスト。

## 経歴
小学校3年生時からスキージャンプを始め、上川中学校時代に全国中学選手権で2度優勝。東海大学付属第四高等学校（現東海大学付属札幌高等学校）でインターハイ優勝。卒業後、1987年に雪印乳業入社。
日本代表入りし、1990年代以降、日本を代表するスキージャンプ選手となる。1991年に世界選手権に初出場。日本人の中でも早くからV字ジャンプに取り組み、そこから頭角を現した。1992年アルベールビルオリンピック、1994年リレハンメルオリンピック、1998年長野オリンピック、2002年ソルトレークシティオリンピック、2006年トリノオリンピックと冬季オリンピックに計5回出場。オリンピック、世界選手権を通して9個のメダルを獲得しているが、これは日本人最多である。スキージャンプ・ワールドカップは個人通算9勝（日本人歴代4位）。
2006年3月20日に引退を表明し、3月25日の伊藤杯シーズンファイナル大倉山ナイタージャンプ大会を最後に現役を引退した。
現役引退後も引き続き雪印に残り、雪印メグミルクスキー部コーチに就任。以降スキージャンプ中継の解説者も務めている。
2014年4月、同スキー部の斉藤浩哉前監督の退任を受けて監督に就任。
2015年10月、全日本スキー連盟理事に就任。
2021年4月、雪印メグミルクスキー部総監督に就任。10月、2022年北京オリンピックの日本選手団の総監督に就任することが明らかになった。
2023年4月には雪印メグミルクスキー部アドバイザーに就任する。
2024年10月19日に、都内の定例で評議員会を開き全日本スキー連盟会長に就任。

## 競技内容・評価

### アルベールビルオリンピック
初出場した1992年アルベールビルオリンピックにおいて個人ラージヒルで4位となり日本勢3大会ぶりの入賞を達成。周囲から「あと少しで銅メダルだったのに」とも言われたが、この回を含めて計5回五輪に出場した本人は後年「この時が一番楽しい五輪だった」と述べている。
1993年、ファールン世界選手権個人ノーマルヒルにおいて優勝を達成して自身初めて世界一に輝く。

### リレハンメルオリンピック以降

#### 大舞台での失敗
1994年のリレハンメルオリンピックでは一転して優勝候補として注目されたことが、本人にとってプレッシャーとなる。当大会のジャンプ団体戦で日本は2位ドイツを55点差で大きくリードし、第4グループのジャンプ2本目を残すのみとなった。原田の直前に飛んだドイツのエース、イェンス・バイスフロクが135.5mの大ジャンプをマークするが、それでも105m以上飛べば日本の優勝が決まるはずであった（ジャンプ台のK点は120m）。
しかしこれが大きな重圧になったのか、ラストジャンパーとしてジャンプ台に立った時から普段の自分とは違う感覚に襲われて97.5mの失敗ジャンプに終わり、日本はドイツに抜かれ銀メダルに終わった。
着地直後、頭を抱えてうずくまる原田のもとにチームメイトの葛西紀明、西方仁也、岡部孝信が駆けつけ、「銀メダルなんだから胸を張りましょうよ」と励まされた。なお、原田はこの大会、個人ノーマルヒル2回目に54.5m、個人ラージヒル2回目も101.0mという失敗ジャンプでそれぞれ順位を落としている。

#### スランプからの脱出
原田は金メダルを逃す要因となってしまったことでマスメディアからの批判のほか、「へらへら笑うな」「お前のせいで負けた」などと一部の一般人からもバッシングを受け、1年以上自宅などへの嫌がらせもあった。上記の失敗ジャンプによるバッシングや、また船木和喜のフォームを意識するあまりスランプに陥った。
しばらく結果が出せない時期が続き焦りが出たが、妻の「自分らしく飛べばいいんじゃない？」などの言葉が大きな支えとなった。1995-96シーズンに本来のフォームに戻したことで調子を取り戻し、度々ワールドカップで優勝するようになる。
長野オリンピックの前年である1996-97シーズンは一時不振に陥るも、トロンハイム世界選手権の個人ラージヒルで優勝。五輪、世界選手権を通じてラージヒルの優勝は日本人初の快挙で、世界選手権の個人で通算2度の優勝は日本人で唯一である。なお、同大会では個人ノーマルヒル及び団体ラージヒルで2位となっており、出場した全種目でメダルを獲得している。

### 長野オリンピック
世界選手権王者として1998年長野オリンピックに臨むこととなったが、国内ニュースでは「本番に弱い」と原田を不安視する論調も見られていた。本人にとっては「開催国で悲願の金メダル獲得」という相当な重責を背負っての出場となった。

#### 個人
ノーマルヒルでは1本目に91.5mの最長不倒を記録し1位につけたが、2本目は不可解な中断と風の不運が重なり距離を落とし、5位入賞に終わった。
ラージヒルでは1本目、強い向かい風に助けられるも120mと距離を伸ばし切れず6位と出遅れる。原田は当時「世界一低速（の助走速度）に強い選手」と言われていたが、早い順番で飛んだ選手さえK点を軽々超えるほどのオーバースピードによる飛び過ぎへの不安と、ノーマルヒルから引きずった固さが原因で踏み切りに失敗した結果だった。しかし2本目に最長不倒の大ジャンプを見せ、4位（アンドレアス・ビドヘルツル）を僅か0.1ポイント上回り逆転で3位銅メダルを獲得した。飛距離が自動計測可能な135mを超えたため、原田の記録が発表されたのは最終ジャンパー（ビドヘルツル）が飛んでから約10分後のことだった。

#### 団体
ジャンプ団体で、第3グループを担当した原田の1本目は運悪くほとんど前も見えないような大雪の中で行われた。助走路への積雪によりスキーが滑らず助走速度も落ち、同グループの各国選手は軒並み飛距離を落としたが、その中でも原田は直前に飛んだドイツのハンスイェルク・イエックレより1.8 km/h、このグループで一番速かった選手より3km/h以上も遅い87.1 km/hの助走速度で飛び出し、79.5mにとどまる。飛型点での減点も、まだ斜度がきつい位置での着地でテレマークを入れられなかった分のみで、技術的には失敗ジャンプではなかったが、日本国民の多くが4年前の悪夢を思い浮かべた。なお後日、岡部孝信は「第3グループのあの悪天候は…原田さんでなくて僕や斎藤、船木なら（もっと上で落ちてしまって、金には）届かなかった」と擁護するコメントを残している。岡部・船木は原田のように高く強く飛び出す（低速条件に強い）ジャンプではなく、助走速度を利用して低く鋭く飛び出すジャンプだからだという。
第2グループまでトップだった日本の順位はこの時点で2位に下がり、さらに第4グループの他国選手が大ジャンプ続出の中、船木和喜が1人だけ悪天候に泣かされ飛距離が伸びず、1本目終了時点で日本は4位まで後退した。しかし1位との差は13.6点で、当時の日本チームの総合力ならば十分に逆転優勝の可能性を残す点差であった（実際に2本目の第1グループ、岡部孝信のジャンプで1位に浮上している）。
大雪による悪天候のため1本目終了をもって競技打ち切りの可能性が浮上し、2本目が行われるかどうかはテストジャンプの結果次第であった。西方仁也、高橋竜二、葛西賀子ら25名のテストジャンパー達は悪天候の中で一人の転倒者も出すことなく試技を続け、競技再開が可能な事を証明した。この結果を見た競技委員は2本目の実施を決断する。
原田は2本目「両足を複雑骨折してもいい」との覚悟で137mの最長不倒ジャンプを決め（決して飛型点の高い美しいジャンプではなかったが）、金メダルへの立役者となった。NHKのテレビ実況を担当した和田源二は『別の世界へ飛んでいった原田！』と実況した。
ジャンプ後は、凄まじいプレッシャーから解放されて全身の力が抜けて立っていられなかった。また、自失したように嗚咽しながらも「ふなき〜、ふなきい…」と次のジャンパーである船木和喜へ声援を送った。また金メダル決定直後のインタビューで「（1994年リレハンメルオリンピック団体戦での事を聞かれ）でもね、今日は長野だから」「4人たすきをさ、渡しあったんだよ」「（1本目後の気持ちを聞かれ）辛かったよもぅ…。またね、みんな迷惑かけてんのかなと思ってた…辛かった…」「でもね…屋根ついてないからしょうがないよね」などと嗚咽しながら答える姿もみせた。なお「ふなき〜、ふなきい…」に関しては、インタビュアーに「ほら、金（メダル）を獲る瞬間だよ」「船木（のジャンプ）を見ようよ」と言いたかったらしい。
原田は結局この大会で、個人ノーマルヒル、個人ラージヒル、団体と合わせて3種目全てで最長不倒を記録している。また、同シーズンの1998-1999年ワールドカップでは年間5勝を記録し、自己最高の総合4位となっている。

### ソルトレイクシティオリンピック
1998-99シーズンはW杯総合9位で2シーズン連続で世界トップ10入り。世界選手権ではノーマルヒルで3位となり、優勝した船木及び準優勝の宮平秀治とともに表彰台を日本勢で独占した。団体でも準優勝を達成している。
その後は徐々に成績が下降し、33歳となっていた2002年ソルトレイクシティオリンピックでも4大会連続のオリンピック日本代表入りを果たしたが、個人種目では入賞を逃した。

### トリノオリンピック
2003-2004シーズン以降はワールドカップ（WC）出場もなく、2005-06シーズンも低迷していたが、WCの下部大会にあたるコンチネンタルカップ（サンモリッツ大会・個人ノーマルヒル）で2位に入るなど2006年トリノオリンピックの直前に調子を上げ、37歳で5大会連続の日本代表メンバーに選出された。
ジャンプ競技開催地の強風を理由に個人種目の出場選手枠を減らすというトリノオリンピック運営側の通告があったが、原田は最後の出場枠に入ることができた。出場した個人ノーマルヒル予選で95mの記録を残すが、ジャンプ終了後の抜き打ち検査によりスキー板が国際スキー連盟（FIS）の規定に違反していた事が判明し、失格となった。
2005年に「身長に対し、体重が軽すぎる選手のスキー板を短くする」というBMIルールが導入されており、規定によると原田の登録身長174cmで使用できる板の長さは「身長の146%（254cm）まで」で、かつこの場合は「スーツとブーツを着用した体重が61.0kg以上」なくてはならない（この体重に足りない場合、使用できる板の長さは最長でも251cmとなる）。実際にノーマルヒル予選で使用したスキー板の長さは253cmだったが、検査による原田の体重は60.8kgと、僅か200g不足していた。
しかし、雪印スキー部や全日本スキー連盟に公式登録されている同年シーズンの原田の身長は173cmであり、173cmの選手は体重が60.0kg以上ならば丁度253cmまでのスキー板を使用できる規定となっていた。過去4度出場したオリンピックでの登録身長も全て173cmであり、また本大会の公式練習日には予選と同じスキー板を使用して検査に合格していた。
この失格について原田は「自分の初歩的ミス。選んで頂いたのに申し訳ありません」という旨をコメントしたが、本大会の予選でなぜ原田の身長が1cm高く登録されたのかは不明である。失格のような事態を起こさないための確認やフォローが日本チームとして不十分で、選手個人任せにしていたことが問題であるとの指摘もあったが、原田が言い訳や不平不満を一切言わない性格ということもあり、真相は未だに不明である。

### ジャンプスタイル
原田のジャンプスタイルは他の選手と比べ独特で、踏切りの際に上に高くジャンプし、飛行曲線が他の選手に比べ高い軌道から落下するスタイルであった。これは、原田の高い跳躍力があるからこそ可能なスタイルで、助走速度が遅い条件でも飛距離が落ちにくいという長所がある一方、踏切りのタイミングが合わない場合、大失敗ジャンプにつながりやすいという欠点があった。それが後のリレハンメルオリンピックなどでの失敗ジャンプの要因の1つになった。その後のスランプ時は船木和喜のような低いジャンプスタイルに挑戦するも泥沼にはまってしまう。
しかしサンダーベイ世界選手権で惨敗した後の1995年夏頃から原点に立ち返り高いジャンプを心がけるようになると、それまで船木型を目指して得た良い部分と合わさり、インパクトをつける高いジャンプでありながらタイミングが多少合わなくても飛距離を落とさない「原田型」というスタイルを会得（踏切のタイミングの許容範囲は一流選手でも80cm程度というが、この頃の原田は1m近くあったと言われていた）、1996-97年シーズンに軽い不調に陥るも同年のトロンハイム世界選手権までに復活を遂げると、その夏からは他の選手より2m近く短い助走でK点を大きく超えるジャンプを見せるほど圧倒的な強さを見せるようになった。しかし他の選手に比べて飛びすぎてしまうため、他の選手が軽々大ジャンプを見せるようなアプローチ速度の速い試合運営が続いた時に実力を抑えざるを得なくなって順位に結びつかないケースが増えたが、この技術が長野五輪の団体戦1本目の大雪の中で飛距離には現れなかったが最大限のジャンプが出来る要因となった。
後に原田は、当時活躍していた日本人選手の主流だった、出来るだけ踏み切りの動作を抑えたスタイルに移行する。その後、長い間スランプに陥った原田は2006年トリノオリンピックの直前に、助走姿勢でのひざの角度をこれまでより鋭角にするようにした。このスタイルは、従来の立ち幅跳びで中腰で飛ぶ場合に比べ、より多くひざを曲げることができパワーを得られるが、方向性、タイミングの取り方が難しくなる。つまり、このスタイルは方向性よりもインパクトを重視した姿勢である。
皮肉にもこの頃より世界のジャンプスタイルの主流はかつて原田が実践していた「低速でも距離を伸ばす高いジャンプ」に移行、世界の技術が当時の原田にやっと追いついたと言える。この頃にジャンプ界を席巻したシモン・アマンも典型的な原田型のジャンパーである。
また、飛距離が出すぎて着地でテレマークを入れられないことが多いため飛型点では不利というイメージを持たれがちだが、空中姿勢の安定度も世界ではトップクラスであり、「これ以上飛ばせると危険」という距離（ジュリーディスタンス、後のヒルサイズ）が守られた試合運営では原田でもテレマークを入れる事ができ、その際は飛型点は決して低くなく、1998年9月12日のサマーグランプリ白馬大会では、「飛型審判5人全員20点満点」を記録している。

## 人物
- 北海道の中でも豪雪地帯として知られる上川町で、小さな建設会社を経営する父と母、6歳上の兄の4人家族として育つ[1]。家のすぐ近くにスキー場があったことから、幼い頃から「スキーは生活の一部」と言うほど冬にはほぼ毎日滑っていた。小学3年生の頃に地元のジャンプ少年団に入団し、ジャンプの虜になる。ほどなくしてジャンパーとして初めて飛んだ距離は約7mだった[注釈 9]。
- 原田の学生時代は企業スポーツ全盛期で、本人は札幌五輪(1972年)の銅メダリスト・青地清二[注釈 10]や彼が所属する雪印乳業に憧れていた。
- 卒業後は志望していた雪印乳業に入社するが、原田のジャンパーとしての当時の実力は日本代表に食い込めるものの世界のトップにはなれないレベルだった。この状況を打破するため挑戦したのが、スキー板をV字に開いて飛ぶ「V字ジャンプ」だった。これにより飛距離が伸び始め、23歳でアルベールビル五輪に初出場を果たす。
- 今でこそ明るく笑顔を絶やさないイメージがあるが、幼少時は泣き虫で人見知りであった。それがジャンプを始めたことで精神的にも成長し、今の笑顔につながっているが[16]、さすがに長年の重圧から解放された1998年長野オリンピックの団体戦直後は幼い頃の「泣き虫原田」に戻ってしまった。
- 豪快なジャンプスタイルと、いかなる苦境でも悲壮感を見せないそのユーモアとウィットに富んだ人柄から、欧州では「Happy Harada（ハッピー・ハラダ）」と呼ばれ[9]、オーストリアのアンドレアス・ゴルトベルガーと人気を二分するほどの人気を誇った。また、その人柄と国際的知名度から2007年に札幌市で行われた2007年ノルディックスキー世界選手権札幌大会の特別広報大使に任命されている。
  - その反面、内面はいたって真面目で、言い訳や不平不満は絶対に言わず、悩みも自分で抱え込んでしまう性格である。しかしそれが裏目に出てスランプ時に適切な指導を受けられなかったり、2006年トリノオリンピックの失格時にはコーチやスタッフにも非があったとの指摘もあった中すべての責任を自分で背負おうとしたなどと言うこともあった。
- 長年日本ジャンプ界を支え、多くの失敗と多くの大ジャンプからジャンプの豪快さ、難しさ、すばらしさ、切なさを余すところ無く自らのジャンプでファンに伝えてきたこともあり、「ミスタージャンプ」の呼び声もある。
- 現役引退後に、原田に因んで上川町で設立された「NPO法人スマイル原田」がある。原田は直接同法人の運営には関わっていないものの、同法人が主催する「チビっ子原田杯ジャンプ大会」等のイベントに主賓として参加することが多い[17]。
- 長野オリンピックで金メダルを取って注目された選手のうち、船木や清水宏保（スピードスケート）が所属企業から独立してプロ選手への道を歩んだのに対し、原田はサラリーマンとして所属する雪印乳業への愛社精神が強く、現役引退後も引き続き社員として会社に残った。その愛社精神は、雪印主催のオリンピック祝勝会での「金メダルを取れたのは、わが社の牛乳のおかげです。」という冗談まじりの発言にもその一端が現れている（原田以外の雪印の選手もこのような場で自社製品を宣伝することは多く、チームを通して愛社精神は強い）。全国の同社工場や営業所を激励訪問した原田の活躍は雪印グループ社員の士気を高めたが、2000年に発生した雪印集団食中毒事件では原田も謝罪会見を行い、同社によるスポーツ活動の自粛は原田自身にも悪影響を及ぼした。経営再建の一環で雪印乳業は各スポーツ活動から撤退をしたが（参照：札幌ホッケークラブ）、スキージャンプ部のみは存続させ、原田は引き続き同社の社員として競技に携わる事になった。
- 2006年に自分のジャンプに限界を感じて引退を決意し、最後の大会はホームグラウンドといえる札幌の大倉山ジャンプ競技場で行われた[注釈 11]。
- 引退後雪印メグミルクスキー部コーチに就任し支える側になったことで、現役時代に自分が支えられてきたことを実感。感謝の気持ちが湧き上がり、日本スキー界に恩返ししたいとの思いから、その後2015年に全日本スキー連盟の理事に就任することを決めた[1]。

## 主な競技記録

### 冬季オリンピック
- 1992年アルベールビルオリンピック（ フランス）
  - 個人ノーマルヒル 14位
  - 個人ラージヒル 4位
  - 団体ラージヒル 4位（上原子次郎、原田雅彦、葛西紀明、須田健仁）
- 1994年リレハンメルオリンピック（ ノルウェー）
  - 個人ノーマルヒル 55位（2本目は失敗ジャンプとなり54.5mに終わった。）
  - 個人ラージヒル 13位
  - 団体ラージヒル 2位（西方仁也、岡部孝信、葛西紀明、原田雅彦）
- 1998年長野オリンピック（ 日本）
  - 個人ノーマルヒル 5位
  - 個人ラージヒル 3位
  - 団体ラージヒル 優勝（岡部孝信、斉藤浩哉、原田雅彦、船木和喜）
- 2002年ソルトレークシティオリンピック（ アメリカ合衆国）
  - 個人ノーマルヒル 20位
  - 個人ラージヒル 20位
  - 団体ラージヒル 5位（宮平秀治、山田大起、原田雅彦、船木和喜）
- 2006年トリノオリンピック（ イタリア）
  - 個人ノーマルヒル 失格

### ノルディックスキー世界選手権
- 1991年ヴァル・ディ・フィエンメ大会（ イタリア）
  - 個人ノーマルヒル 15位
  - 個人ラージヒル 17位
- 1993年ファルン大会（ スウェーデン）
  - 個人ノーマルヒル 優勝
  - 個人ラージヒル 4位
  - 団体ラージヒル 5位（須田健仁、岡部孝信、葛西紀明、原田雅彦）
- 1995年サンダーベイ大会（ カナダ）
  - 個人ノーマルヒル 52位
- 1997年トロンハイム大会（ ノルウェー）
  - 個人ノーマルヒル 2位
  - 個人ラージヒル 優勝
  - 団体ラージヒル 2位（船木和喜、岡部孝信、原田雅彦、斉藤浩哉）
- 1999年ラムソー大会（ オーストリア）
  - 個人ノーマルヒル 3位
  - 個人ラージヒル 6位
  - 団体ラージヒル 2位（葛西紀明、宮平秀治、原田雅彦、船木和喜）
- 2001年ラハティ大会（ フィンランド）
  - 個人ノーマルヒル 5位
  - 個人ラージヒル 33位
  - 団体ノーマルヒル 4位（宮平秀治、岡部孝信、原田雅彦、葛西紀明）
  - 団体ラージヒル 4位（宮平秀治、吉岡和也、葛西紀明、原田雅彦）

### スキージャンプ・ワールドカップ
- 通算9勝（2位3回、3位9回）
- 団体戦3勝（2位2回、3位2回）
- 初出場 1987年1月24日  日本・札幌 - 15位
- 最終出場 2002年12月15日  ドイツ・ティティゼー ノイシュタット
- シーズン総合　1997-98シーズン4位

| 個人総合成績（総合:W杯シーズン個人総合、4H:スキージャンプ週間総合） | 個人総合成績（総合:W杯シーズン個人総合、4H:スキージャンプ週間総合） | 個人総合成績（総合:W杯シーズン個人総合、4H:スキージャンプ週間総合） | 個人総合成績（総合:W杯シーズン個人総合、4H:スキージャンプ週間総合） | 個人総合成績（総合:W杯シーズン個人総合、4H:スキージャンプ週間総合） | 個人総合成績（総合:W杯シーズン個人総合、4H:スキージャンプ週間総合） |
| シーズン                                                            | 総合                                                                | 4H                                                                  | 優勝                                                                | 準優勝                                                              | 3位                                                                 |
| ------------------------------------------------------------------- | ------------------------------------------------------------------- | ------------------------------------------------------------------- | ------------------------------------------------------------------- | ------------------------------------------------------------------- | ------------------------------------------------------------------- |
| 1986/87                                                             | 85位                                                                | ---                                                                 | 0回                                                                 | 0回                                                                 | 0回                                                                 |
| 1987/88                                                             | ---                                                                 | ---                                                                 | 0回                                                                 | 0回                                                                 | 0回                                                                 |
| 1988/89                                                             | ---                                                                 | ---                                                                 | 0回                                                                 | 0回                                                                 | 0回                                                                 |
| 1989/90                                                             | 52位                                                                | ---                                                                 | 0回                                                                 | 0回                                                                 | 0回                                                                 |
| 1990/91                                                             | ---                                                                 | ---                                                                 | 0回                                                                 | 0回                                                                 | 0回                                                                 |
| 1991/92                                                             | 29位                                                                | ---                                                                 | 0回                                                                 | 0回                                                                 | 0回                                                                 |
| 1992/93                                                             | 16位                                                                | 4位                                                                 | 0回                                                                 | 0回                                                                 | 0回                                                                 |
| 1993/94                                                             | 15位                                                                | ---                                                                 | 0回                                                                 | 0回                                                                 | 0回                                                                 |
| 1994/95                                                             | 59位                                                                | ---                                                                 | 0回                                                                 | 0回                                                                 | 0回                                                                 |
| 1995/96                                                             | 5位                                                                 | ---                                                                 | 4回                                                                 | 0回                                                                 | 4回                                                                 |
| 1996/97                                                             | 29位                                                                | 42位                                                                | 0回                                                                 | 0回                                                                 | 1回                                                                 |
| 1997/98                                                             | 4位                                                                 | 10位                                                                | 5回                                                                 | 2回                                                                 | 1回                                                                 |
| 1998/99                                                             | 9位                                                                 | 8位                                                                 | 0回                                                                 | 0回                                                                 | 2回                                                                 |
| 1999/00                                                             | 11位                                                                | 6位                                                                 | 0回                                                                 | 1回                                                                 | 0回                                                                 |
| 2000/01                                                             | 26位                                                                | 21位                                                                | 0回                                                                 | 0回                                                                 | 1回                                                                 |
| 2001/02                                                             | 38位                                                                | 38位                                                                | 0回                                                                 | 0回                                                                 | 0回                                                                 |
| 2002/03                                                             | ---                                                                 | ---                                                                 | 0回                                                                 | 0回                                                                 | 0回                                                                 |
| 合計                                                                | ---                                                                 | ---                                                                 | 9回                                                                 | 3回                                                                 | 9回                                                                 |

#### 優勝大会
| 個人優勝大会（NH:ノーマルヒル、LH:ラージヒル、FH:フライングヒル） | 個人優勝大会（NH:ノーマルヒル、LH:ラージヒル、FH:フライングヒル） | 個人優勝大会（NH:ノーマルヒル、LH:ラージヒル、FH:フライングヒル） | 個人優勝大会（NH:ノーマルヒル、LH:ラージヒル、FH:フライングヒル） | 個人優勝大会（NH:ノーマルヒル、LH:ラージヒル、FH:フライングヒル） | 個人優勝大会（NH:ノーマルヒル、LH:ラージヒル、FH:フライングヒル） |
| 回数                                                              | シーズン                                                          | 開催日                                                            | 開催地                                                            | 種目                                                              |                                                                   |
| ----------------------------------------------------------------- | ----------------------------------------------------------------- | ----------------------------------------------------------------- | ----------------------------------------------------------------- | ----------------------------------------------------------------- | ----------------------------------------------------------------- |
| 1                                                                 | 1995/96                                                           | 12月8日                                                           | フィラッハ                                                        | NH                                                                |                                                                   |
| 2                                                                 | 1995/96                                                           | 2月18日                                                           | アイアンマウンテン                                                | LH                                                                |                                                                   |
| 3                                                                 | 1995/96                                                           | 3月1日                                                            | ラハティ                                                          | LH                                                                |                                                                   |
| 4                                                                 | 1995/96                                                           | 3月3日                                                            | ラハティ                                                          | LH                                                                |                                                                   |
| 5                                                                 | 1997/98                                                           | 12月8日                                                           | フィラッハ                                                        | NH                                                                |                                                                   |
| 6                                                                 | 1997/98                                                           | 12月12日                                                          | ハラホフ                                                          | LH                                                                |                                                                   |
| 7                                                                 | 1997/98                                                           | 12月21日                                                          | エンゲルベルク                                                    | LH                                                                |                                                                   |
| 8                                                                 | 1997/98                                                           | 1月11日                                                           | ラムソー                                                          | NH                                                                |                                                                   |
| 9                                                                 | 1997/98                                                           | 3月13日                                                           | トロンハイム                                                      | LH                                                                |                                                                   |

| 団体優勝大会（NH:ノーマルヒル、LH:ラージヒル、FH:フライングヒル） | 団体優勝大会（NH:ノーマルヒル、LH:ラージヒル、FH:フライングヒル） | 団体優勝大会（NH:ノーマルヒル、LH:ラージヒル、FH:フライングヒル） | 団体優勝大会（NH:ノーマルヒル、LH:ラージヒル、FH:フライングヒル） | 団体優勝大会（NH:ノーマルヒル、LH:ラージヒル、FH:フライングヒル） | 団体優勝大会（NH:ノーマルヒル、LH:ラージヒル、FH:フライングヒル） |
| 回数                                                              | シーズン                                                          | 月日                                                              | 開催地                                                            | 種目                                                              | メンバー                                                          |
| ----------------------------------------------------------------- | ----------------------------------------------------------------- | ----------------------------------------------------------------- | ----------------------------------------------------------------- | ----------------------------------------------------------------- | ----------------------------------------------------------------- |
| 1                                                                 | 1992/93                                                           | 3月27日                                                           | プラニツァ                                                        | LH                                                                | 原田雅彦 葛西紀明 岡部孝信 安崎直幹                               |
| 2                                                                 | 1995/96                                                           | 3月2日                                                            | ラハティ                                                          | LH                                                                | 原田雅彦 西方仁也 岡部孝信 斉藤浩哉                               |
| 3                                                                 | 2000/01                                                           | 1月19日                                                           | パークシティ                                                      | LH                                                                | 船木和喜 吉岡和也 原田雅彦 葛西紀明                               |

### 日本国内大会
- 全日本スキー選手権大会ノーマルヒル　優勝（1995、1998、2000、2001、2005）
- 全日本スキー選手権大会ラージヒル　優勝（1992、1997、1998、2001）
- 雪印メグミルク杯全日本ジャンプ大会成年の部　優勝（1992、2001）

## 受賞
- 1997年度JOCスポーツ賞優秀賞
- 1998年度JOCスポーツ賞最優秀賞

## 演じた俳優
- 濱津隆之（映画『ヒノマルソウル〜舞台裏の英雄たち〜』、2021年）